# 湖南省人民医院
湖南省人民医院又稱湖南师范大学附属第一医院，是中華人民共和國湖南省長沙市一家三級甲等醫院。它共分為天心阁院区、马王堆院区、岳麓山院区以及星沙院区。

## 歷史
湖南省人民医院前身是1911年10月成立的湖南省長沙十字会医院，隶属长沙红十字会，颜福庆擔任首任院长。1924年10月，改名长沙仁术医院，隶属长沙红十字会与湖南省慈善产款管理委员会联合产生的董事会。1949年8月，中國共產黨接管長沙後，该院由长沙市军管会接管。同年10月更名为湖南省长沙医院，隶属湖南省临时人民政府卫生处。1955年改隶长沙市卫生局。1957年起隶属于湖南省卫生厅。1959年5月更名湖南省人民医院。1995年被評為三級甲等醫院。2006年，醫院与湖南师范大学合作，同年加掛湖南师范大学附属第一医院牌子。2014年成立湖南师范大学临床医学院，2016年与湖南省马王堆疗养院合并重新组建。

## 外部連結
- 官方网站